# 玉昭令
『玉昭令』（ぎょくしょうれい、原題：玉昭令、英題：No Boundary）は、2021年に中国本土で制作されたファンタジー時代劇ドラマ。
尾魚による小説『開封志怪』を原作とし、張藝上、官鴻、王一菲らが主演を務める。本作は2シーズン構成で、第1シーズンは2021年3月30日に、第2シーズンは2021年5月10日に、いずれも動画配信サービスiQIYIにて配信された。
宋代の女神ドゥアン・ムークスイの物語で、ドゥアン・ムークスイはこの世に降り立ち、自らの宗派を創設するが、その目的は、人間を悩ませる邪悪な魔族を倒すことであった。ドゥアン・ムークスイは、近衛兵であるジャン・イエンと出会う。

## あらすじ
シーズン1
蓬莱の上仙・端木翠（たん・もくすい）は、自ら志願して人間界の異族管理を担当する。開封城で総捕頭（捜査官長）・展顏（じゃん・いえん）と出会い、最初は意見が対立するが、やがて共に事件を解決するパートナーとなり、人間と仙人という境界を超えて互いに惹かれ合っていく。
その後、端木翠は千年前に轂閶と交わした愛憎の記憶を取り戻し、江文卿にそそのかされ、禁断の「沈淵の地」を開いてしまう。展顏は端木翠を救うため、自ら沈淵に飛び込み、彼女を取り戻そうとする。
数々の陰謀が渦巻く中、展顏は彼女の心を取り戻すことができるのか？
シーズン2
沈淵に落ちた後、端木翠は記憶を失い、そこに江文卿が現れ、展顏と端木翠は未曾有の陰謀に巻き込まれていく。
果たして展顏は、端木翠と力を合わせ、三界の平和を築くことができるのか？

## キャスト

### メインキャスト
| 俳優   | 役        | 紹介 | 声優   |
| 張藝上 | 端木翠    | 細花流門主 人々を守り、正義を貫くために生き、自由奔放で愛憎を隠さない性格。 千年前は女将軍として名を馳せ、江易の義理の娘、楊鑒の義妹でもあった。戦場で命を落とした後、仙人となり、異族を捕える役目を担い人間界に降りる。 数千年の孤独な歳月を経て、展顏と出会い、初めて本当の「幸せ」を知る。 幼い頃に受けた心の傷により、虫や雨が苦手で、さらに極度の方向音痴。 豪快な性格で、細花流の門主として幽族を捕える任務にあたる。 戦場で鍛えられた胆力と知恵を持ち、些細なことにはこだわらない広い心を持つ。 外から見れば無敵の妖怪ハンターだが、本質は情に厚い女性。 展顏が危機に陥った際、自らの命と引き換えにでも彼を救おうとする、義理と愛に生きる人。 | 喬詩語 |
| 官鴻   | 展顏      | 啓封府神捕頭 英姿俊朗，玉面捕快。与端木翠的相处当中慢慢喜欢上了这个姑娘容姿端麗な捕吏で、端木翠と行動を共にするうちに彼女に惹かれていく。 端木翠が仙人、自身が凡人であることを理解し、恋心を押し殺す理性的な人物。 しかし、端木翠とのかけがえのない日々を大切に思い、彼女が命の危機に陥った際には、誰よりも必死に助けを求め奔走する。 端木翠が不死の力を失っても、共に生きることを選び、彼女の余生を共に歩む覚悟を持つ。 | 蘇尚卿 |
| 王一菲 | 紅鸞      | 幽族の桃花の妖怪 優しく可憐で人の心を惹きつける存在。 かつて幽族にいた桃花妖で、温孤や端木翠と深い因縁を持つ。 細花流に逃げ込み、温孤余葦に密かに想いを寄せ、千年もの間そばに仕えるが、温孤余葦の心は端木翠に向いていた。 表向きは穏やかで優しいが、その裏に別の顔を隠している。 | 楊婧   |
| 古子成 | 温孤葦余  | 細花流の医師／幽族の二皇子・太敖 端正で温和な風貌を持つ神医。 千年もの間、端木翠を守り続け、彼女への想いを抱く。 かつて戦場で端木翠の最期に立ち会えなかったことを悔やみ、一途に彼女を想い続けるが、端木翠の心は人間の展顏に向いていた。 | 凌飛   |
| 敖子逸 | 江墨/黒猫 | 一見すると純真無垢だが、実際には腹黒く策略家。 本体は一匹の黒猫で、千年前に江易に拾われ、修行して人型となった。 江易を神に封じることに執着し、そのために様々な策を巡らせる。 | 錦鯉   |

### 啓封城
| 俳優   | 役             | 紹介 | 声優     |
| 趙柯   | 江夫人         | 啓封府の江大人の夫人 展顏と上官策の義母 | 路熙然   |
| 謝君豪 | 江易/江文卿    | 啓封府尹 展顏と上官策の義父で、啓封府を支える柱のような存在。妻とは敬い合う。公正な裁きを信条とする人格者。                                         | 敖磊     |
| 楊澤   | 上官策         | 啓封府の主簿（書記官） 展顏の親友であり、江夫人を義母と仰ぐ。穏やかな性格で、展顏のこととなると独自の考えを持つ。たびたび周囲から結婚を勧められる。 | 陳張太康 |
| 黑澤   | 趙武           | 啓封府右副手 男捕吏。張珑に恋心を抱く。展顏の部下。                                                                                                 | 谷江山   |
| 王藝諾 | 張珑           | 啓封府左副手 女捕吏。剣術や武芸に熱心な武闘派で、展顏の部下。                                                                                       | 李雪嬌   |
| 柳揚   | 成偶           | 啓封城の副手。 |          |
| 阮浩棕 | 朱然           | 啓封城の副手。 |          |
| 郭軍   | 李松柏         | 錦繡織坊の店主 李瓊香の父。 |          |
| 孫雪寧 | 李瓊香         | 錦繡織坊の令嬢 当初は展顏に恋心を抱くが、端木翠の想いに気づき、身を引き展顏の義妹となる。                                                           | 徐佳琦   |
| 王曦苒 | 蕊儿           | 錦繡織坊の侍女 幽族の使者に殺害される。 |          |
| 張棪琰 | 展母           | 展顏の実母 展顏が幼い頃に殺害される。 |          |
| 苑瓊丹 | 老鸨           | 天香楼の楼主（妓館の女将） |          |
| 曹曦月 | 梦蝶           | 啓封城の盲女 鏡精と不思議な縁で結ばれる。鏡精が修行で得た力で彼女に視力を与える。鏡精に恋心を抱く。                                                 | 李詩萌   |
| 楊昆   | 劉婆婆         | 劉大妹・劉小妹の母親。 |          |
| 权沛倫 | 張生           | 甘い言葉で人を惑わせる男。後に魑妖に連れ去られ命を落とす。                                                                                          |          |
| 胡小庭 | 天香楼の女主人 | |          |
| 劉嘉格 | 劉大妹         | |          |
| 劉嘉芮 | 劉小妹         | |          |
| 朱嘉鎮 | 王員外         | |          |
| 蒋林燕 | 王夫人         | |          |
| 洪瀟   | 鄭巧儿         | |          |
| 劉嘉芮 | 劉小妹         | |          |

### 天族
| 俳優   | 役        | 紹介 | 声優 |
| 韓棟   | 楊鑒      | 司法星君 千年前は人間で江易の義子、端木翠の義兄。妹思いの「シスコン」で、端木翠に対して過保護。仙界で彼女の幸せを願う。 | 魏超 |
| 姚清仁 | 岳老/月老 | 蓬莱の月老 人間たちに縁結びの糸を結ぶ神。                                                                               |      |
| 姜瑞霖 | 小天      | 蓬莱の麒麟 天族の神獣で、楊鑒とまるで父子のように寄り添っている。                                                       |      |
| 鄧立民 | 華佗      | 蓬莱の神医 |      |
| 羅二羊 | 司命星君  | 蓬莱の星君 |      |
| 林以政 | 南极星君  | 蓬莱の星君 |      |
| 李中華 | 河上星君  | 蓬莱の星君 |      |
| 高玉慶 | 北极星君  | 蓬莱の星君 |      |

### 幽族
| 俳優     | 役        | 紹介 | 声優 |
| 阮聖文   | 越龍門    | 幽族の長老 カメレオンが本体。幽族を利用して蓬莱図を探し、九獄の封印を破ろうと企む。                                       |      |
| 董馨     | 鶴雪      | 幽族の妖精 本体は鶴。心優しい妖怪。                                                                                       |      |
| 王瑞子   | 翠玉/魑妖 | 幽族の魑女 表向きは妓館の花魁、実は幽族の妖怪。人間への執着から人の血を吸って若さを保つが、最終的に端木翠に討たれる。     |      |
| 書亜信   | 鏡精      | 幽族の妖精 鏡の精霊。夢蝶を深く愛し、無形の存在から夢の中で彼女と共に過ごし、最後には自身の修行の力で夢蝶に視力を与える。 |      |
| 洪士雅   | 劉喜妹    | 幽族の妖精 蚕の精。 |      |
| 王皓禎   | 太子尾龍  | 幽族の太子 |      |
| 洪浚嘉   | 公蚊蚋    | 幽族の妖精 |      |
| 滕旋     | 母蚊蚋    | 幽族の妖精 |      |
| 董李无憂 | 小公蚊蚋  | 幽族の妖精 |      |
| 艾米     | 小母蚊蚋  | 幽族の妖精 |      |

### 人族
| 俳優   | 役     | 紹介 | 声優 |
| 陳汛   | 轂閶   | 人族の将軍 端木翠とは幼い頃から婚約しており、崇城を嫁入り道具として迎える予定だった。しかし、婚礼を目前にして配下の軍が幽族によって全滅させられてしまう。 |      |
| 高凱   | 虞都   | 端木軍で唯一の男性兵士。 |      |
| 夏添   | 高伯蹇 | 人族の将軍の一人。 |      |
| 武麟   | 成乞   | 高伯蹇の副官。 |      |
| 于潼   | 阿弥   | 端木将軍の副官 千年前、端木翠がまだ人族であった頃からの幼馴染。                                                                                           |      |
| 田璐菡 | 若男   | 端木将軍の副官の一人。 |      |

### 他のキャラクター
| 俳優   | 役       | 紹介           | 声優 |
| 鄭国霖 | 商父     |                |      |
| 馮波   | 商母     |                |      |
| 劉智揚 | 劉彪     | 汶水県の法師。 |      |
| 劉萌萌 | 虞山望姬 | 端木翠の母。   |      |